# Sphaerospira thorogoodi
Sphaerospira thorogoodi är en snäckart som först beskrevs av Tom Iredale 1937.  Sphaerospira thorogoodi ingår i släktet Sphaerospira och familjen Camaenidae. Inga underarter finns listade i Catalogue of Life.